# August Jaksch von Wartenhorst
August Jaksch von Wartenhorst  (* 2. Januar 1859 in Prag; † 3. Januar 1932 in Klagenfurt) war ein böhmisch-österreichischer Archivar, Historiker und Numismatiker.

## Werdegang
August Jaksch von Wartenhorst, der Sohn des böhmischen Internisten Anton von Jaksch und Bruder des Internisten und Kinderarztes Rudolf von Jaksch, studierte zunächst zwei Semester Medizin (1876/77) in Prag und wechselte dann zur Geschichtswissenschaft. Dem Rat Constantin von Höflers folgend wählte er wegen seines Sprachfehlers den Beruf des Archivars. Seit dem Wintersemester 1878/79 bis Herst 1881 studierte er am Institut für Österreichische Geschichtsforschung an der Universität Wien. Zu seinen Kommilitonen in dieser Zeit gehörten Sigmund Herzberg-Fränkel und Oswald Redlich. Er hörte unter anderem bei Theodor von Sickel. Bereits hier konnte er in den Sommermonaten als Mitarbeiter der Monumenta Germaniae in der Schweiz und in Italien karolingische Urkunden sammeln.
1882 trat er als Archivar in den Dienst des Geschichtsvereins für Kärnten in Klagenfurt, wofür er eine Empfehlung Sickels erhielt. Sein bescheidenes Gehalt konnte er durch Einkünfte aus den böhmischen Gütern der Familie aufbessern. In Klagenfurt war er zunächst bis 1889 mit der Ordnung des Vereinsarchivs, mit der Einarbeitung in die Geschichte Kärntens, im Vereinsmuseum, dessen Leitung er 1899 übernahm, im Vereinsausschuss und seit 1897 in der Schriftleitung der Zeitschrift Carinthia I (bis 1912) tätig.
Für seine Verdienste um das Vereinsarchiv wurde er vom Kärntner Landesausschuss 1898 mit dem Titel Landesarchivar ausgezeichnet und 1904 in den Landesdienst übernommen, womit das Kärntner Landesarchiv gegründet war, das er zusammen mit dem Vereinsarchiv bis zur Pensionierung 1922 leitete. Er erschloss die Bestände durch Findbücher, einen Index- und Regestenapparat für die Urkunden.

## Nachlass
Sein Nachlass ist im Kärntner Landesarchiv in Klagenfurt verwahrt.

## Auszeichnungen (Auswahl)
- 1904: Ehrendoktorat der Universität Graz (Dr. phil. h.c.)[2]
- 1907: korrespondierendes Mitglied der Österreichische Akademie der Wissenschaften
- 1907: Ehrenmitglied des Kärntner Geschichtsvereins
- 1928: Goldenes Ehrenzeichen für Verdienste um die Republik Österreich
- 1928: Ehrenmitglied des Steirischen Geschichtsvereins
- 1929: Mitglied der Bayerischen Akademie der Wissenschaften

## Veröffentlichungen
- Die Gurker Geschichtsquellen. Bd. 1: 864–1232. Zum hundertsten Geburtstage Gottliebs Freiherrn von Ankershofen und zum fünfzigjährigen Jubelfeste des Vereines hrsg. von August von Jaksch. Klagenfurt: Kleinmayr 1896 (Monumenta historica Ducatus Carinthiae 1).

- Die Gurker Geschichtsquellen. Bd. 2: 1233–1269. Im Auftrag d. Direkt. d. Geschichtsvereines für Kärnten hrsg. von August von Jaksch. Klagenfurt: Kleinmayr 1898 (Monumenta historica Ducatus Carinthiae 2).

- Markt Oberdrauburg. Zur sechshundertjährigen Gedächtnis-Feier 1325–1925. Lienz: J. G. Mahl 1925.

- Die Edlinge in Karantanien und der Herzogsbauer am Fürstenstein bei Karnburg. Wien: Hölder-Pichler-Tempsky 1927 (Sitzungsberichte, Akademie der Wissenschaften in Wien, Philosophisch-historische Klasse Bd. 205, Abh. 5).

- Geschichte Kärntens bis 1335. Bd. 1: Urzeit bis 1246. Klagenfurt: F. v. Kleinmayr 1928.

- Geschichte Kärntens bis 1335. Bd. 2: 1246-1335. Klagenfurt: F. v. Kleinmayr 1928.